# Gerard Hali
Gerard Ferdinand Hali (Amsterdam, 22 april 1956) is een Nederlandse beeldhouwer.

## Leven en werk
Hali werd geboren in Amsterdam, maar groeide vanaf zijn zesde jaar op in Heemskerk. Hij studeerde omgevingskunst aan de Koninklijke Academie van Beeldende Kunsten in Den Haag, waar hij als stafmedewerker werkzaam is.

## Werken (selectie)
- De Griffioen (1987), Coriovallumstraat in Heerlen
- Red Pully of Boorschacht naar het middelpunt der aarde (1990), Utrecht
- Golden Pointer (1994), IJsselallee in Zwolle
- Anima fluit per vias naturae I (1995), in het Mien Ruyspark in Oegstgeest
- Anima fluit per vias naturae II (1995), aan de Haarlemmertrekvaart in Oegstgeest
- Media Transfer System II (2001), Dr. J.M. den Uylplein in Hilversum - tijdelijk opgeslagen in verband met herinrichting
- Fontein, achter de NH Kerk in Heemskerk
- Vuurtoren, Westfrisiaweg in Hoorn
- Dolfijnen, Heliomare in Wijk aan Zee
- Roosvenster, Fonteinstraat, Universitair Medisch Centrum Groningen UMCG, Groningen

## Fotogalerij

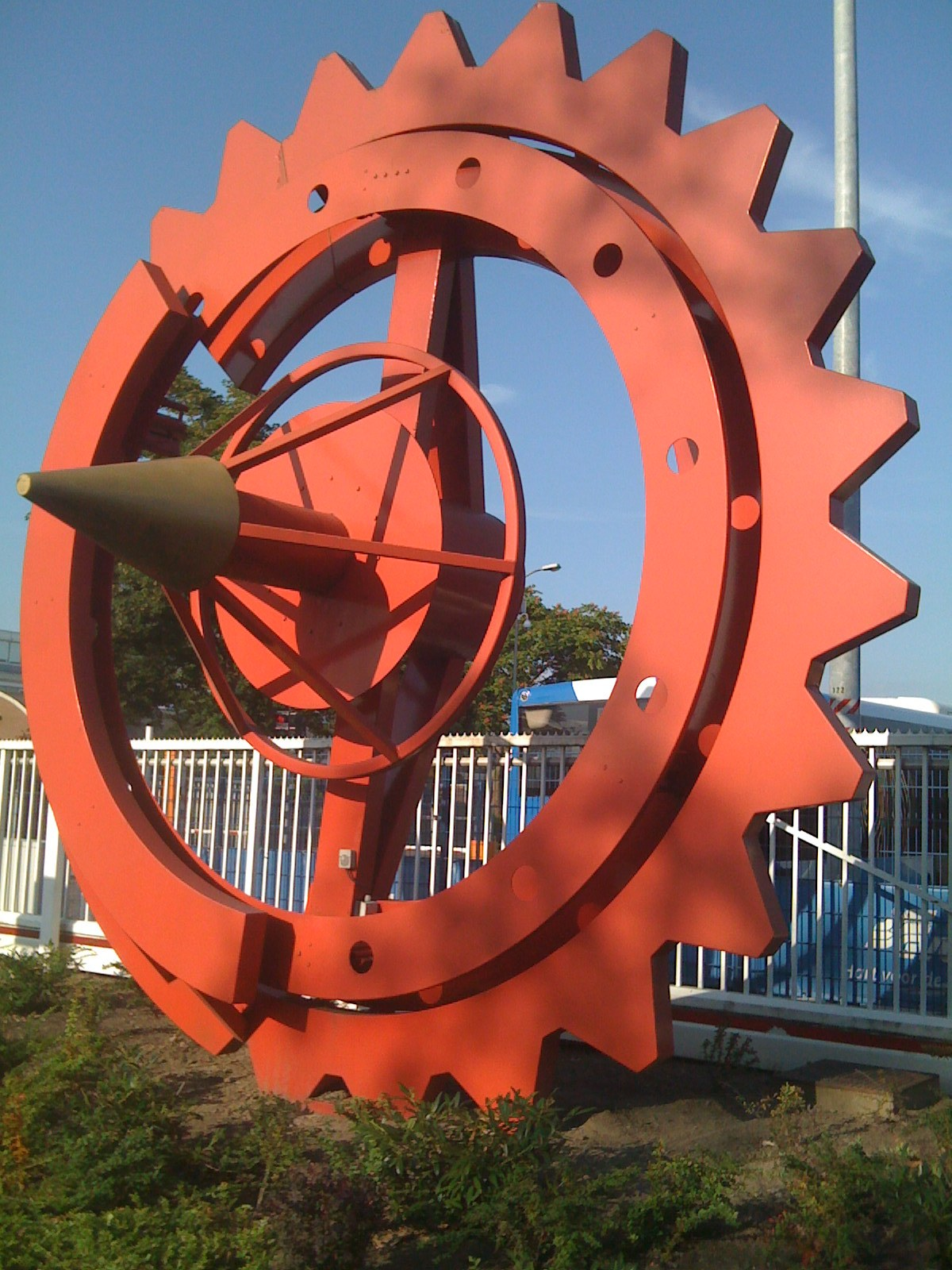
Red Pully (1990), Utrecht
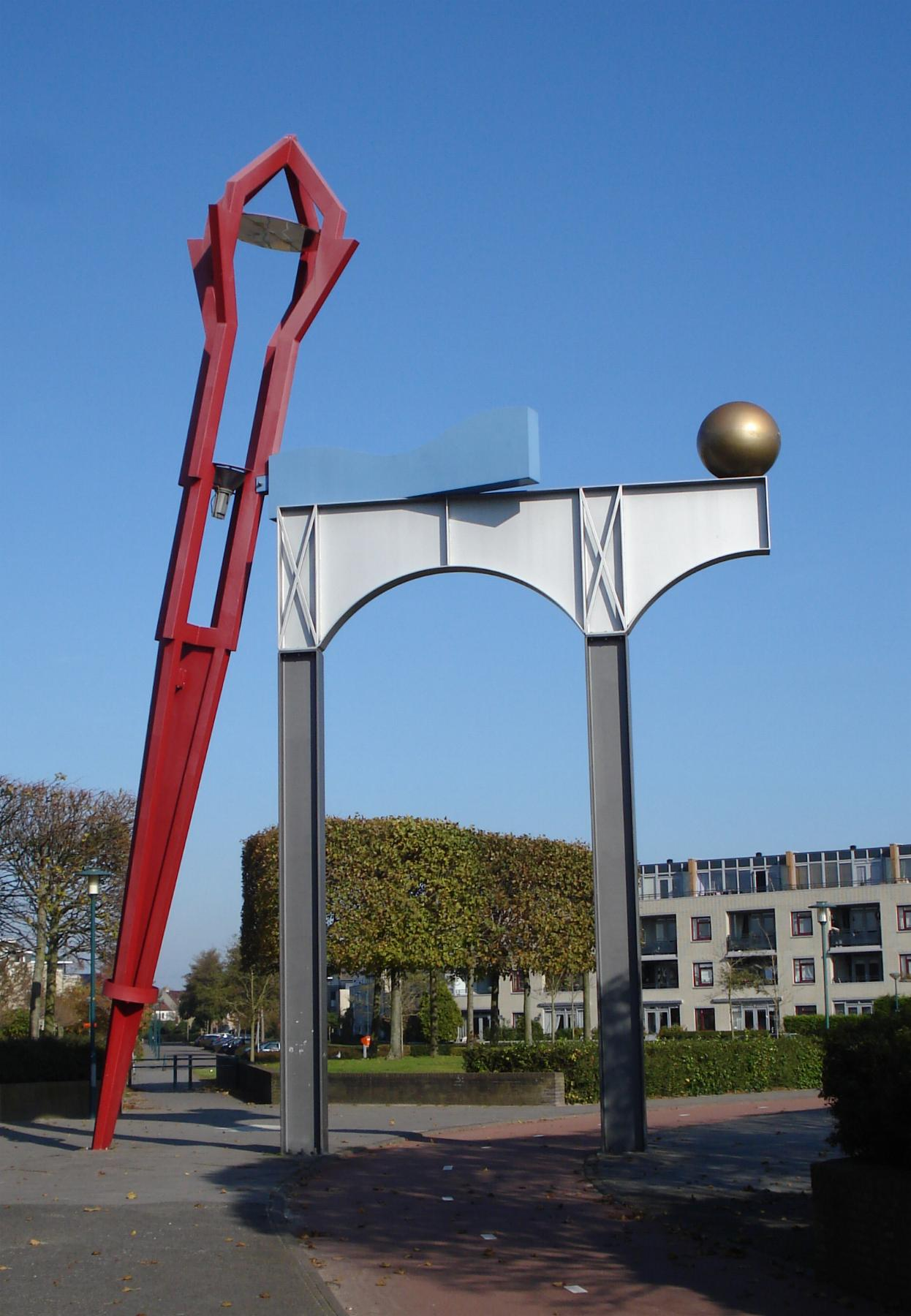
Anima fluit per vias naturae I (1995), Oegstgeest
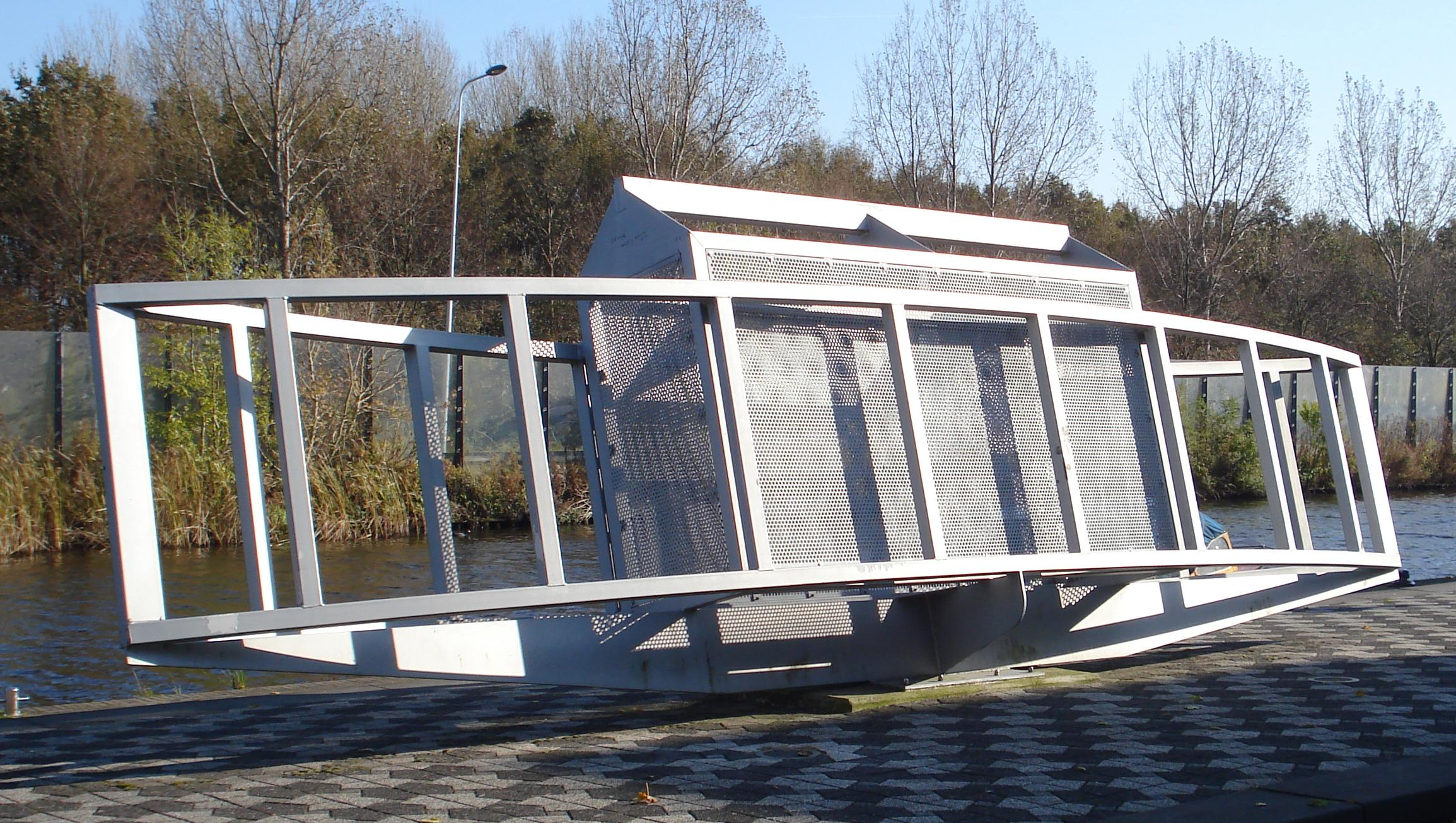
Anima fluit per vias naturae II (1995), Oegstgeest